# NGC 111
NGC 111 è la registrazione assegnata nel New General Catalogue a un oggetto celeste sconosciuto che attualmente è considerato inesistente o perduto. L'oggetto fu registrato nel 1886 da Francis Leavenworth come situato nella costellazione della Balena.
Secondo Wolfgang Steinicke, NGC 111 sarebbe identificabile con la galassia NGC 758, ma con problemi sulla posizione.